# Crocidura batesi
Crocidura batesi là một loài động vật có vú trong họ Chuột chù, bộ Soricomorpha. Loài này được Dollman mô tả năm 1915.

## Hình ảnh

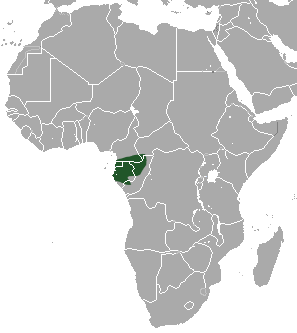